# Xã Upper Red Owl, Quận Meade, Nam Dakota
Xã Upper Red Owl (tiếng Anh: Upper Red Owl Township) là một xã thuộc quận Meade, tiểu bang Nam Dakota, Hoa Kỳ. Năm 2010, dân số của xã này là 22 người.